# Cardiosace parilis
Cardiosace parilis là một loài bướm đêm trong họ Noctuidae.